# 新燃岳の降灰収集運搬業務に絡む詐欺事件
新燃岳の降灰収集運搬業務に絡む詐欺事件（しんもえだけのこうはいしゅうしゅううんぱんぎょうむにからむさぎじけん）は、2011年1月に噴火した新燃岳の降灰処理において、複数の処理業者が都城市から受託した業務の代金を水増しして受け取ったとされ起訴されたものの、水増し額とされるうちの約７割は水増しがないとして無罪とされた事件。

## 概要
2011年1月に新燃岳の複数回に亘る噴火により、都城市を中心に大量の降灰が蓄積したため、市は複数の処理業者に収集・運搬の業務を委託した。大量かつ急を要する業務であったことと、都城市の担当課が経験したことのない繁忙業務に追われた都城市は、警察の内偵捜査を受けて被害届を提出した（2012年11月）。その後4回に及ぶ被害届により、検察は2011年2、3月分の産業廃棄物業者の収集量について約4961トン・約5485万円、都城北諸地区清掃公社とその下請け会社の収集量について約1745トン・約1930万円の水増しがあったとして都城北諸地区清掃公社の元役員、元社員、産業廃棄物業者の元役員、社員の4人を起訴した。
公判では、都城北諸地区清掃公社の元役員は一貫して詐欺を認め、有罪判決を受けた。
これに対し、同社の元社員、産業廃棄物業者の元役員、社員の3人は、産業廃棄物業者の収集量については「報告漏れを修正したに過ぎず水増しがない」、都城北諸地区清掃公社とその下請け会社の収集量については都城北諸地区清掃公社の元役員との共謀がないと主張した。
そして、2017年5月30日の判決では、宮崎地方裁判所も、元社員らの主張を認め、産業廃棄物業者分については、「計量漏れや報告漏れが生じていた疑いがあ」り、検察官の主張する「実数値は真実の運搬量であったと認められない」「（産業廃棄物業者における）水増し請求があったとは認定できない」として、検察の主張を退け、産業廃棄物業者の元社員について無罪を言い渡した。
また、都城北諸地区清掃公社の下請け会社の収集量に関しては、水増しがあったことを認めるとともに、都城北諸地区清掃公社の元役員と元社員の間の共謀を認める一方、この点に関する産業廃棄物業者元役員の共謀は否定した。
さらに、都城北諸地区清掃公社の収集量に関しては、都城北諸地区清掃公社の元役員と、同社の元社員および産業廃棄物業者の元役員との共謀を認めた。
宮崎地裁判決に対し、都城北諸地区清掃公社の元社員および産業廃棄物業者の元役員は控訴した一方、検察は控訴を断念し、産業廃棄物業者の水増しがないとする判決は確定した。
なお、2014年6月、都城市議会はこの問題に関連して百条委員会の設置に踏み切った。

## 経過
「不正がある」との情報提供があり宮崎県警はこれを受けて捜査を開始。これに伴い都城市は2012年11月に被害届を提出。都城北諸地区清掃公社の元役員と元社員は、2011年2月上旬の数日間に収集運搬した灰の量を、227トン水増しし報告書を作成し都城市に提出、2011年4月上旬に約250万円を受け取ったとの容疑で、2014年1月28日両者を逮捕した。なお都城北諸地区清掃公社は、平成20年度(当時:長峯誠市長)に民間に業務委託され、平成23年度には6社による協同組合（都城一般廃棄物処理協同組合）が事業を一手に請け負う形になっていた。
2014年2月25日、宮崎県警捜査2課と都城警察署は廃棄物処理業者役員らを逮捕。都城北諸地区清掃公社の元社員・元社員再逮捕した。県警によると、市は廃棄物処理業者など6社が所属する都城一般廃棄物処理事業協同組合に委託。組合は3月分の運搬収集額として、市に約1億3900万円を請求していた。
2014年3月4日、産業廃棄物業者の社員が新たに逮捕された。
2014年3月18日、4人が起訴された。起訴状によると、4人は2011年3月、運搬量を実際よりも1700トン余り水増しした虚偽の報告書を作成。都城市から1900万円余りをだまし取ったとされた。
2014年4月10日、宮崎県警捜査2課と都城署は、更なる水増しがあったとして2人を再逮捕、当時同市の都城北諸地区清掃公社の下請けで降灰収集していた別の1人を新たに逮捕したと発表した。水増し被害総額は約6500万円とされた。
2014年5月1日、産業廃棄物業者役員の初公判が宮崎地方裁判所（宮崎地裁、竹内大明裁判官）で開かれ、産業廃棄物業者役員は「何度も考えたが詐欺をしたという節がない。開示された証拠を見た上で答えたい」と起訴内容の認否を留保し、その後の公判では、起訴事実を否認した。また、都城北諸地区清掃公社の元社員及び産業廃棄物業者の社員も起訴事実を否認する一方、都城北諸地区清掃公社の元役員は、起訴事実を認めた。
2017年5月30日、宮崎地裁（岡田忠之裁判長）は、前述のとおり、産業廃棄物業者の収集量に水増しはないとして、産業廃棄物業者の元従業員には無罪を言い渡した。一方、都城北諸地区清掃公社の下請け会社の収集量については、都城北諸地区清掃公社の元役員との共謀を認めたため、産業廃棄物業者の元役員は判決日に即日控訴した。また、下請け会社の収集量に加えて、都城北諸地区清掃公社分の収集量についても有罪とされた元社員も後日，判決に対して控訴した。
2017年11月29日、宮崎地裁（五⼗嵐章裕裁判長）は、この事件に関して都城市が民事で求めていた損害賠償請求について、産業廃棄物業者分の「市に報告された降灰収集運搬量は、実際の降灰収集運搬量を上回っていない」として不法⾏為の成⽴を否定し、一部不法行為の成立を認めた部分も、既に弁済されているとして、都城市の請求を棄却した。